# Совет министров Башкирской АССР
Сове́т мини́стров Башки́рской АССР (Правительство Башкирской АССР) — название правительства Башкирской Автономной Советской Социалистической Республики с 1946 года по 1990 год. Высший исполнительный и распорядительный орган государственной власти автономной республики.

## История
Согласно Указу Президиума Верховного Совета Башкирской АССР «О преобразовании Совета Народных Комиссаров Башкирской АССР» от 26 марта 1946 года Совет народных комиссаров был преобразован в Совет министров, а народные комиссариаты — министерства автономной республики.
В 1990 году был преобразован в Совет министров Башкирской ССР — Башкортостана, а в 1992 году — в Совет министров Республики Башкортостан.
В 1993 году преобразован в Кабинет министров Республики Башкортостан, а в 2002 году — в Правительство Республики Башкортостан.

## Структура
Формировался Верховным Советом Башкирской АССР. Совет министров координировал работу министерств, государственных комитетов, а также других подведомственных органов, осуществлял единое межотраслевое управление на территории автономной республики.
Совет министров состоял из председателя, его заместителя с двумя помощниками, секторов (управления делами, организационно-инструкторского, промышленного, сельского-хозяйства, культуры и здравоохранения, специального, кадров, общего) и групп (топливной, животноводства, товаров широкого потребления).
В 1965—1970 гг. в Правительство Башкирской АССР были введены должности референта (3 чел.) и инспектора, образованы организационно‑инструкторский, сельского хозяйства, промышленности, бытового обслуживания и торговли, культуры, просвещения и здравоохранения, общий отделы.
В 1970 году в состав Совета министров входили министры (бытового обслуживания населения, внутренних дел, жилищно-коммунального хозяйства, здравоохранения, культуры, лесного хозяйства, мелиорации и водного хозяйства, местной промышленности, просвещения, сельского хозяйства, социального обеспечения, топливной промышленности, торговли, финансов, юстиции), председатели государственных комитетов (народного контроля, по телевидению и радиовещанию, безопасности), председатели государственных комиссий (плановой, объединения «Сельхозтехника»), начальники управлений (кинофикации, архивного, по делам издательств, полиграфии и книжной торговли, делам строительства и архитектуры, использованию трудовых ресурсов, снабжения и сбыта), начальник отдела цен.

## Председатели Совета министров Башкирской АССР
- Уразбаев, Насыр Рафикович (1946—1951)
- Набиуллин, Валей Габеевич (1951—1962)
- Акназаров, Зекерия Шарафутдинович (1962—1986)
- Миргазямов, Марат Парисович (1986—1992)[2]